# Bukowno LHS
Bukowno LHS – stacja kolejowa w Bukownie, w województwie małopolskim, w powiecie olkuskim.